# Campeonato Mundial de Patinaje de Velocidad sobre Hielo en Distancia Individual
El Campeonato Mundial de Patinaje de Velocidad sobre Hielo en Distancia Individual (en inglés, World Single Distance Speed Skating Championships) se realiza desde 1996 y es organizado por la Unión Internacional de Patinaje sobre Hielo (ISU) cada año, a excepción de los años en que se celebran Juegos Olímpicos de Invierno.
Originalmente, la ISU organizaba dos campeonatos anuales de patinaje de velocidad: el Campeonato Mundial de Concurso Completo y el Campeonato Mundial en Distancia Corta. En ambas competiciones, cada patinador participa en múltiples distancias y acumula puntos para una clasificación general. Esto difería del formato utilizado en Juegos Olímpicos, donde se realizan pruebas individuales sin clasificación general. A finales del siglo XX, la ISU decidió organizar un Campeonato Mundial Individual, adoptando un formato de competición similar al de los Juegos Olímpicos.

## Ediciones
| Núm.  | Año  | Sede           | País           |
| ----- | ---- | -------------- | -------------- |
| I     | 1996 | Hamar          | Noruega        |
| II    | 1997 | Varsovia       | Polonia        |
| III   | 1998 | Calgary        | Canadá         |
| IV    | 1999 | Heerenveen     | Países Bajos   |
| V     | 2000 | Nagano         | Japón          |
| VI    | 2001 | Salt Lake City | Estados Unidos |
| VII   | 2003 | Berlín         | Alemania       |
| VIII  | 2004 | Seúl           | Corea del Sur  |
| IX    | 2005 | Inzell         | Alemania       |
| X     | 2007 | Salt Lake City | Estados Unidos |
| XI    | 2008 | Nagano         | Japón          |
| XII   | 2009 | Richmond       | Canadá         |
| XIII  | 2011 | Inzell         | Alemania       |
| XIV   | 2012 | Heerenveen     | Países Bajos   |
| XV    | 2013 | Sochi          | Rusia          |
| XVI   | 2015 | Heerenveen     | Países Bajos   |
| XVII  | 2016 | Kolomna        | Rusia          |
| XVIII | 2017 | Gangneung      | Corea del Sur  |
| XIX   | 2019 | Inzell         | Alemania       |
| XX    | 2020 | Salt Lake City | Estados Unidos |
| XXI   | 2021 | Heerenveen     | Países Bajos   |
| XXII  | 2023 | Heerenveen     | Países Bajos   |
| XXIII | 2024 | Calgary        | Canadá         |
| XXIV  | 2025 | Hamar          | Noruega        |
| XXV   | 2027 | Pekín          | China          |

## Medallero histórico
- Actualizado a Hamar 2025.

| Núm. | País            | Oro | Plata | Bronce | Total |
| ---- | --------------- | --- | ----- | ------ | ----- |
| 1    | Países Bajos    | 120 | 104   | 79     | 303   |
| 2    | Alemania        | 36  | 33    | 27     | 96    |
| 3    | Canadá          | 31  | 42    | 43     | 116   |
| 4    | Estados Unidos  | 29  | 18    | 30     | 77    |
| 5    | República Checa | 16  | 7     | 6      | 29    |
| 6    | Japón           | 15  | 19    | 24     | 58    |
| 7    | Rusia           | 14  | 19    | 35     | 68    |
| 8    | Noruega         | 12  | 17    | 14     | 43    |
| 9    | Corea del Sur   | 10  | 13    | 8      | 31    |
| 10   | Italia          | 6   | 9     | 4      | 19    |
| 11   | China           | 4   | 12    | 7      | 23    |
| 12   | Bélgica         | 2   | 2     | 4      | 8     |
| 13   | Austria         | 2   | 2     | 2      | 6     |
| 14   | Suecia          | 2   | 1     | 0      | 3     |
| 15   | Kazajistán      | 1   | 0     | 1      | 2     |
| 16   | Polonia         | 0   | 2     | 7      | 9     |
| 17   | Francia         | 0   | 1     | 2      | 3     |
| 18   | Bielorrusia     | 0   | 1     | 1      | 2     |
| 18   | Nueva Zelanda   | 0   | 1     | 1      | 2     |
| 20   | Finlandia       | 0   | 0     | 2      | 2     |
| 21   | Reino Unido     | 0   | 0     | 1      | 1     |
| 21   | Suiza           | 0   | 0     | 1      | 1     |
|      | TOTAL           | 300 | 303   | 299    | 902   |